# Gal Shish
Gal Shish (in ebraico גל שיש‎?; Bat Yam, 2 maggio 1989) è un ex calciatore israeliano, di ruolo difensore.

## Palmarès
- Coppa di Israele: 3

Hapoel Tel Aviv: 2009-2010, 2010-2011, 2011-2012
- Campionato israeliano: 1

Hapoel Tel Aviv: 2009-2010